# 桑吉夫·科利 (外交官)
桑吉夫·科利（1963年6月8日—），印度外交官，曾任印度駐塞爾維亞大使、印度駐坦桑尼亞高級專員和印度駐新西蘭高級專員等職務。

## 经历
桑吉夫·科利生於1963年6月8日。他接受了电子工程学教育，曾在工业领域和印度铁路部门工作。
1988年加入印度外事服務。曾在印度驻科威特、埃及、沙特阿拉伯、阿曼、俄罗斯和卡塔尔的外交使團任职。此外，他还在印度外交部多个部门工作过，包括西非事务司。
2016年3月至2019年5月，任印度驻新西兰高级专员。2019年7月至2021年7月，任印度驻坦桑尼亚高级专员。2021年8月至2023年6月，任印度駐塞爾維亞大使。

## 個人生活
與妻子鲁玛·科利（Ruma Kohli）育有两女一子。